# (1743) Schmidt
(1743) Schmidt es un asteroide perteneciente al cinturón de asteroides descubierto por Ingrid van Houten-Groeneveld, Cornelis Johannes van Houten y Tom Gehrels el 24 de septiembre de 1960 desde el observatorio del Monte Palomar, Estados Unidos.

## Designación y nombre
Schmidt se designó inicialmente como 4109 P-L.
Más adelante fue nombrado en honor del óptico alemán Bernhard Schmidt (1879-1935).

## Características orbitales
Schmidt está situado a una distancia media del Sol de 2,474 ua, pudiendo alejarse hasta 2,807 ua y acercarse hasta 2,141 ua. Su excentricidad es 0,1345 y la inclinación orbital 6,356°. Emplea 1421 días en completar una órbita alrededor del Sol.